# Lionello
Lionello  è un nome proprio di persona italiano maschile.

## Varianti
- Maschili: Leonello[3]
- Femminili: Lionella[1], Leonella[3]

### Varianti in altre lingue
- Francese: Lionel[4][5]
- Inglese: Lionel[5]
- Portoghese: Leonel
- Spagnolo: Leonel

## Origine e diffusione

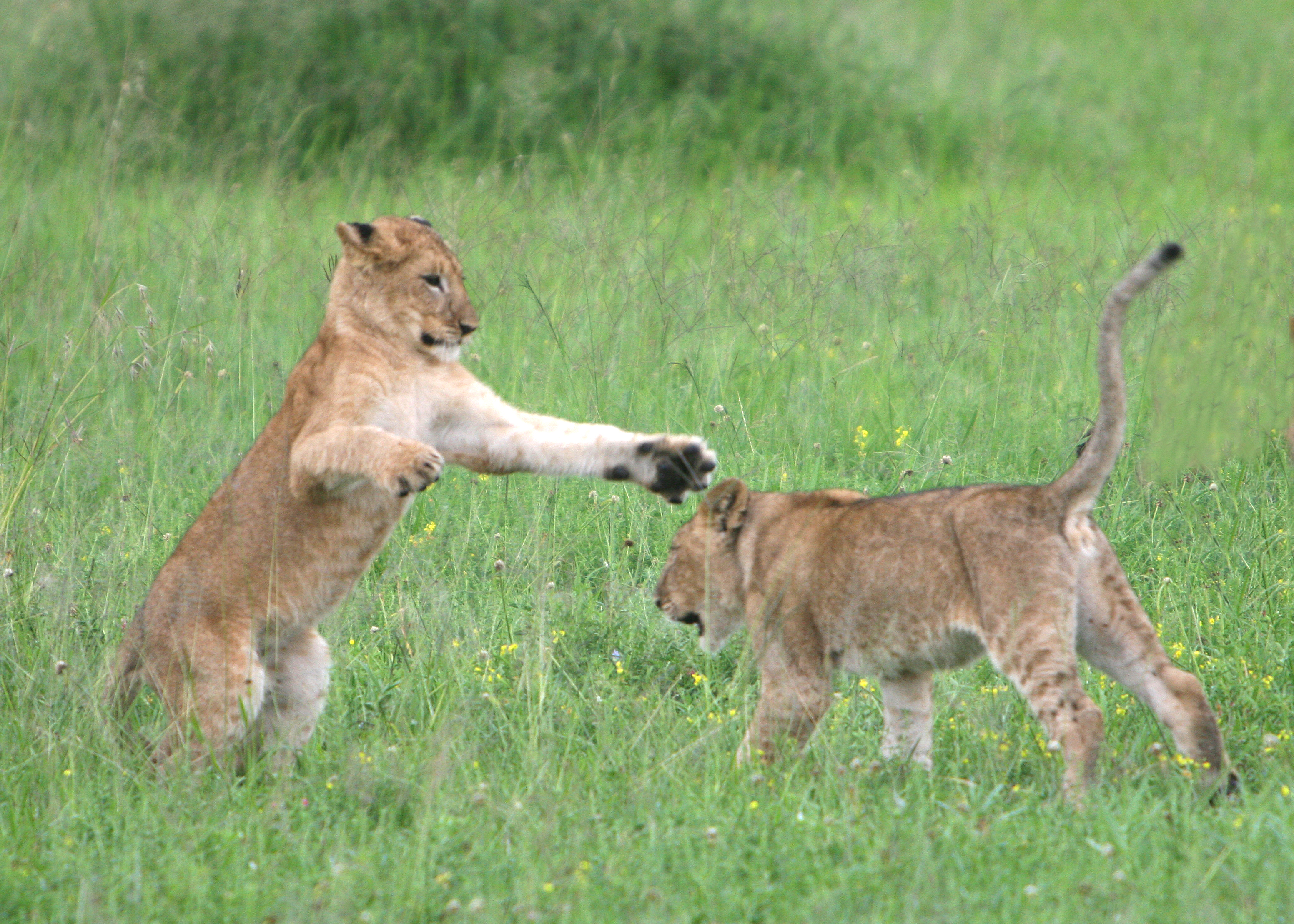
Cuccioli di leone nel Serengeti

È un diminutivo del nome Leone, di origine medievale; il significato viene interpretato talvolta come "piccolo leone", "cucciolo di leone".
Il nome è portato da Sir Lionel, uno dei cavalieri della Tavola Rotonda.

## Onomastico
L'onomastico si festeggia il 1º marzo, in memoria di san Leone o Lionello, martire in Africa con altri compagni.

## Persone
- Lionello Accrocciamuro, nobile e condottiero italiano
- Lionello Colicigno, pianista, compositore e direttore d'orchestra italiano
- Lionello Cosentino, politico italiano
- Lionello De Felice, regista e sceneggiatore italiano
- Lionello Fiumi, poeta italiano
- Lionello Hierschel de Minerbi, calciatore italiano
- Lionello Levi Sandri, politico, partigiano e antifascista italiano
- Lionello Manfredonia, calciatore e dirigente sportivo italiano
- Lionello Massimelli, calciatore italiano
- Lionello Plantageneto, I duca di Clarence
- Lionello Rossi, economista italiano
- Lionello Spada, pittore italiano
- Lionello Tulissi, calciatore italiano
- Lionello Venturi, critico d'arte e storico dell'arte italiano

### Variante Leonello

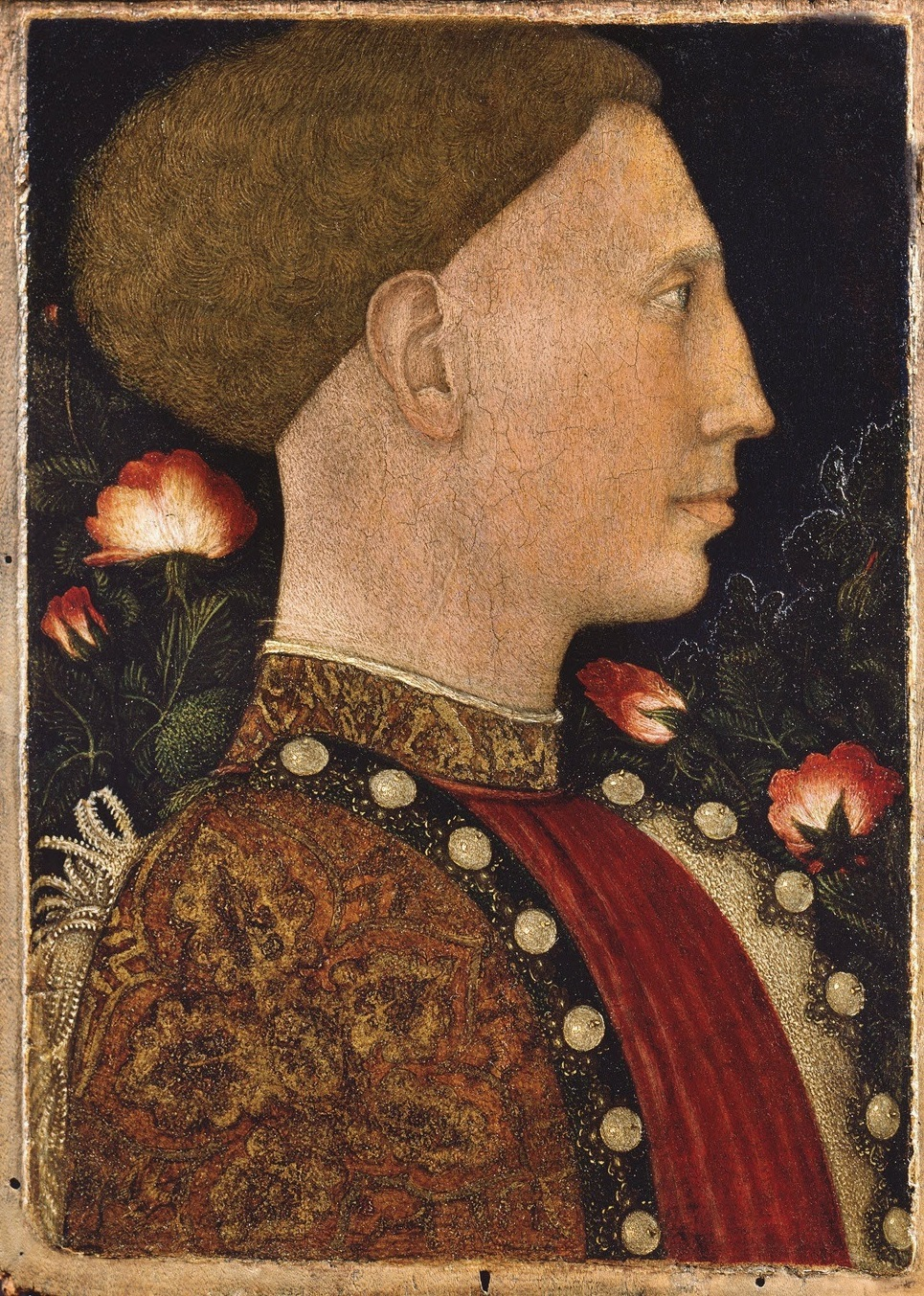
Leonello d'Este

- Leonello Casucci, compositore italiano
- Leonello d'Este, marchese di Ferrara
- Leonello Leoni, calciatore italiano
- Leonello Lomellini, nobile genovese e governatore della Corsica
- Leonello Vincenti, linguista e germanista italiano

### Variante Lionel
- Lionel Atwill, attore britannico

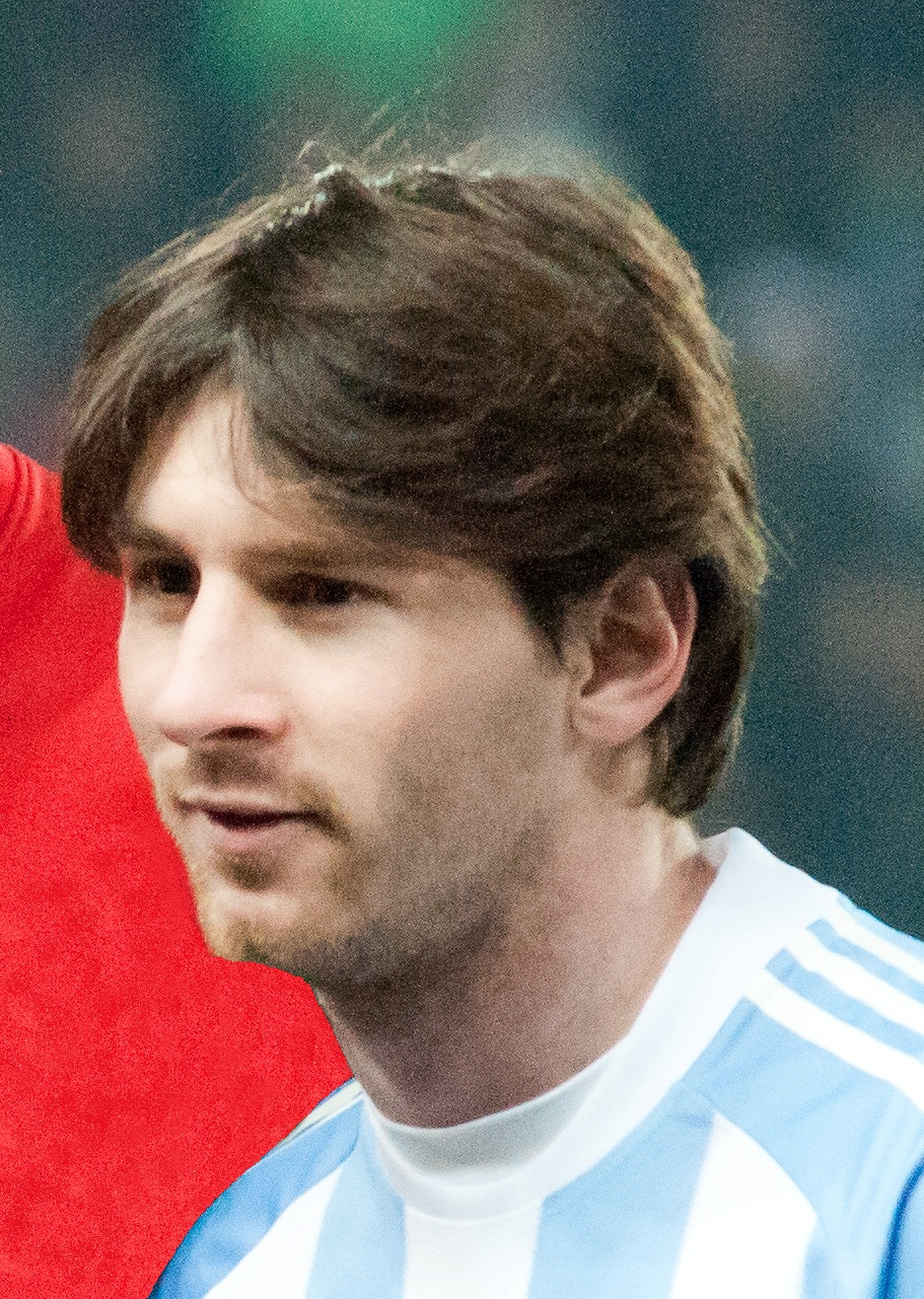
Lionel Messi

- Lionel Barrymore, attore statunitense
- Lionel Galand, linguista e orientalista francese
- Lionel Greenstreet, esploratore, marinaio e militare britannico
- Lionel Hampton, vibrafonista, direttore d'orchestra e percussionista statunitense
- Lionel Jospin, politico francese
- Lionel Logue, scienziato e logopedista australiano
- Lionel Messi, calciatore argentino
- Lionel Richie, cantante statunitense
- Lionel Robbins, economista britannico
- Lionel Royer, pittore francese
- Lionel Stander, attore statunitense
- Lionel Tertis, violinista britannico
- Lionel Trilling, critico letterario statunitense

### Variante Leonel

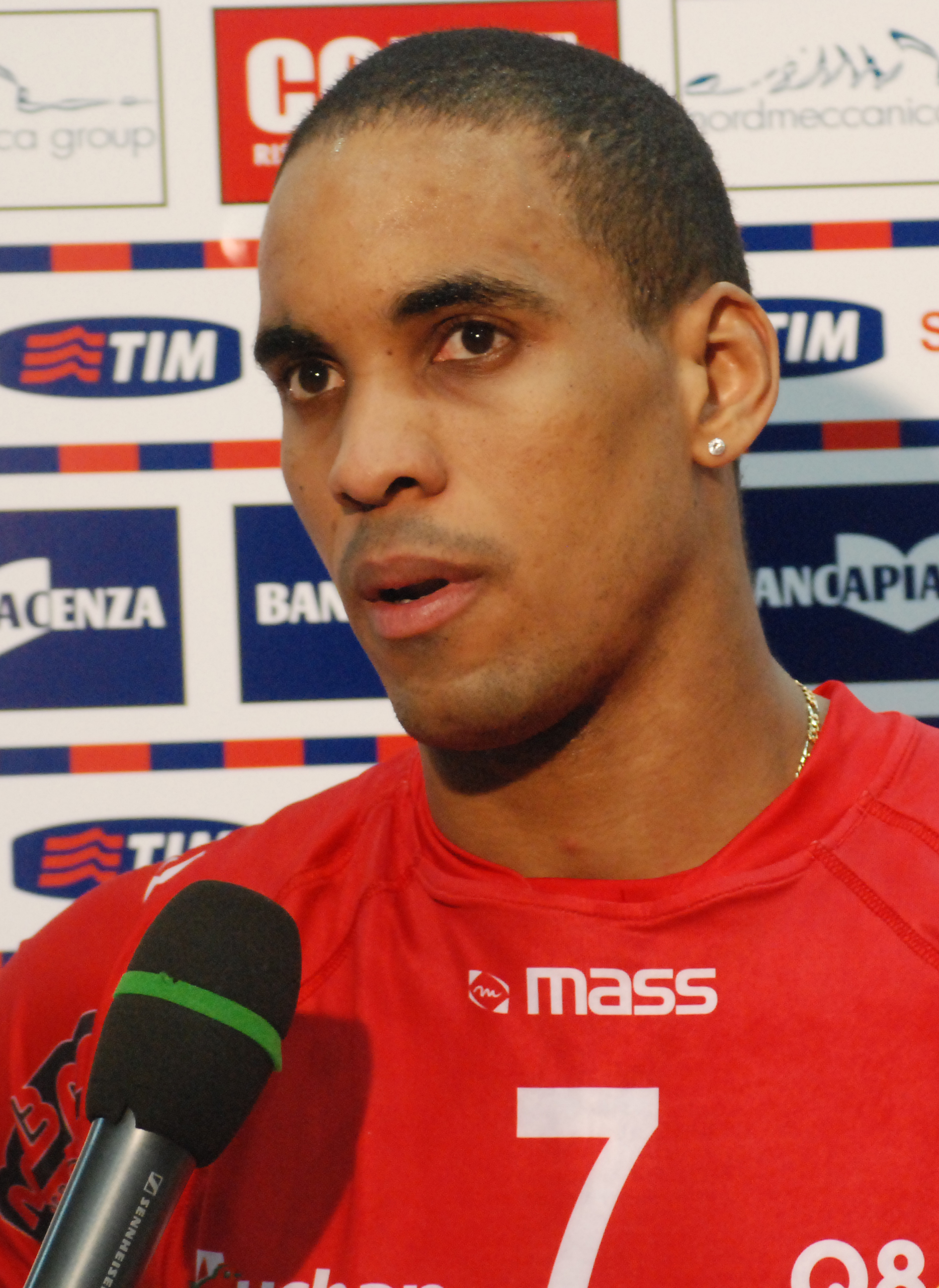
Leonel Marshall

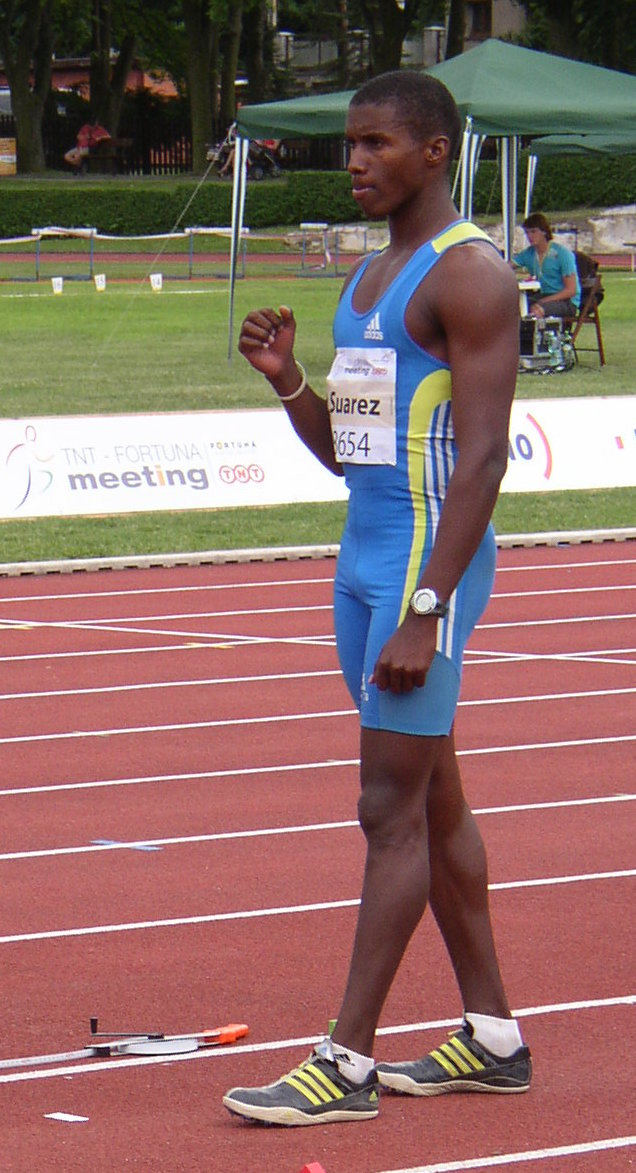
Leonel Suárez

- Leonel Álvarez, calciatore e allenatore di calcio colombiano
- Leonel Fernández, politico dominicano
- Leonel Galeano, calciatore argentino
- Leonel Manzano, atleta statunitense
- Leonel Marshall, pallavolista cubano
- Leonel Núñez, calciatore argentino
- Leonel Pilipauskas, calciatore uruguaiano
- Leonel Power, compositore britannico
- Leonel Rugama, poeta e rivoluzionario nicaraguense
- Leonel Sánchez, calciatore cileno
- Leonel Suárez, atleta cubano
- Leonel Vangioni, calciatore argentino

### Variante femminile Leonella
- Leonella Prato Caruso, traduttrice italiana
- Leonella Sgorbati, religiosa italiana

## Il nome nelle arti
- Lionel Hutz è un personaggio della serie animata I Simpson.
- Lionel Luthor è un personaggio della serie televisiva Smallville.